# Dušan Švento
Dušan Švento (* 1. August 1985 in Ružomberok, damals Tschechoslowakei) ist ein ehemaliger slowakischer Fußballspieler und derzeit Co-Trainer des U18-Teams des FC Red Bull Salzburg.

## Karriere
Dušan Švento begann mit dem Fußballspielen bei MFK Ružomberok. In der Saison 2002/03 schaffte der Mittelfeldspieler dort den Sprung in die erste Mannschaft und wurde zum besten Nachwuchsspieler gewählt. Bis 2005 absolvierte der Linksfuß 25 Spiele für Ružomberok, in denen er zwei Tore schoss.
Im Sommer 2005 wechselte Švento, dessen Stärken Technik und Schnelligkeit sind, zu Slavia Prag in die Gambrinus Liga. Das slowakische Talent setzte sich in Prag sofort durch. In 23 Spielen gelangen Švento fünf Treffer. Er wurde in die Elf des Jahres der tschechischen Liga gewählt, darüber hinaus zum besten ausländischen Spieler der Saison 2005/06. Im Dezember 2006 wurde Dušan Švento der Preis für den besten slowakischen Nachwuchsspieler 2006 überreicht (slowakisch: Cena Petra Dubovského 2006). In der Seniorenkategorie landete er auf dem vierten Platz.
In der Winterpause 2006/07 kamen Anfragen für Švento aus Deutschland, Frankreich, Spanien und England. Slavia Prag setzte die Ablöseforderung auf rund 100 Millionen Kronen fest, etwa 3,5 Millionen Euro, er blieb aber bei Slavia und feierte mit den Rot-Weißen 2007/08 und 2008/09 den Meistertitel in der Gambrinus Liga.
Zur Saison 2009/10 wechselte Švento zum Österreichischen Meister Red Bull Salzburg, bei dem er auf Anhieb Stammspieler wurde. Bereits in seiner ersten Saison wurde er mit Salzburg Österreichischer Meister. Durch die langwierige Verletzung von Andreas Ulmer wurde er in den Saisonen 2010/11 und 2011/12 von Trainer Moniz auch als Linksverteidiger eingesetzt. In der UEFA-Europa-League-Gruppenphase erzielte er im Heimspiel gegen Paris Saint-Germain in der 94. Minute das Tor zum 2:0-Endstand. Damit konnte Salzburg aus eigener Kraft in die K.o.-Phase der Euro League aufsteigen, was dann auch gelang.
In der Saison 2012/13 verletzte sich Švento bei der Blamage in Düdelingen schwer, er erlitt einen Kreuz- und Seitenbandriss und fiel den Großteil der Saison aus. Auch zu Beginn der Saison 2013/14 fehlte er verletzt, da er sich ein Band im Knöchel gerissen hatte.
Zur Saison 2014/15 wechselte Švento in die deutsche Bundesliga zum 1. FC Köln. Er erhielt dort einen Vertrag bis zum 30. Juni 2017. Am 18. Oktober kam er beim 2:1-Sieg im Heimspiel gegen Borussia Dortmund zu seinem Bundesligadebüt. Am 12. Dezember 2015, dem 16. Spieltag der Saison 2015/16, erzielte er gegen den SV Werder Bremen seinen einzigen Bundesligatreffer zum 1:1-Endstand.
Er beendete seine Karriere 2017 bei Slavia Prag.

## Trainerkarriere
Dusan Svento begann seine Trainerkarriere in der Jugend des FC Red Bull Salzburg, wo er die U12 trainierte. Ab Juli 2019 wurde er Co-Trainer unter Matthias Jaissle in der Akademie U18, diesen Trainerposten behielt er auch nach dem Abgang von Jaissle zum FC Liefering unter dem neuen Trainer Fabio Ingolitsch.

### Nationalteam
In der slowakischen Nationalmannschaft debütierte Švento am 15. August 2006 im Spiel gegen Malta. Seinen ersten Torerfolg konnte er in seinem vierten Länderspiel feiern, als die Slowakei am 7. Oktober 2006 Wales mit 5:1 schlug. Mit der slowakischen Mannschaft qualifizierte er sich für die Weltmeisterschaft 2010 in Südafrika.
Bei der Fußball-Europameisterschaft 2016 in Frankreich wurde er in das Aufgebot der Slowakei aufgenommen. In der ersten Partie gegen Wales stand er noch in der Startelf, in den anderen beiden Gruppenspielen gegen Russland und England kam er nur noch als Einwechselspieler zum Einsatz. Im Achtelfinale gegen Deutschland, das das Turnier-Aus für das Team brachte, blieb er auf der Bank.

## Titel und Erfolge
- Tschechischer Fußballmeister 2007/08, 2008/09
- Bester ausländischer Spieler der Gambrinus Liga 2005/06
- Bester Slowakischer Nachwuchsspieler 2006
- Österreichischer Meister 2009/10, 2011/12, 2013/14
- Österreichischer Cupsieger: 2011/12, 2013/14